# マイケル・スピンクス
マイケル・スピンクス（Michael Spinks、1956年7月13日 - ）は、アメリカ合衆国の男性プロボクサー。ミズーリ州セントルイス出身。ゲットー、プルーイット・アイゴー育ち。
モントリオールオリンピックミドル級金メダリスト。元WBA・WBC・IBF統一世界ライトヘビー級王者。元IBF世界ヘビー級王者。
兄は、元WBA・WBC統一世界ヘビー級王者のレオン・スピンクス。甥のコーリー・スピンクスは元WBA・WBC・IBF統一世界ウェルター級、及び元IBF世界スーパーウェルター級王者。

## 来歴
1977年、プロデビュー。
1981年7月18日、WBA世界ライトヘビー級王者エディ・ムスタファ・ムハマドに判定勝ちを収め、王座獲得に成功した。
1983年3月18日、WBC・リングマガジン認定世界ライトヘビー級王者ドワイト・ブラックストンに15回(3-0)判定勝ちを収め、WBC王座とリングマガジン王座を吸収した。
　
1983年6月1日、USBA国際部（後のIBF）の初代世界ライトヘビー級王者に認定され、3団体の統一王者となった。WBA王者時代から数えて、連続10度防衛に成功。
1985年、タイトルを返上した。
1985年9月21日、IBF・リングマガジン認定世界ヘビー級王者ラリー・ホームズと対戦。15回(3-0)判定勝ちで獲得し2階級制覇を達成した。ボクシング史上初めて、世界ヘビー級王座を獲得した元世界ライトヘビー級王者となり、ジョルジュ・カルパンチェ、ビリー・コン、アーチー・ムーア、ボブ・フォスターら、歴代の名王者が阻まれたヘビー級の壁を打ち破った。IBF王座は2度防衛後に返上した。
1987年6月15日、元世界ヘビー級1位ゲリー・クーニーと、リングマガジン王座とマイナー団体ユニバーサル・ボクシング協会(UBA)王座を掛けて、15回戦で戦い、5回TKO勝ちした。
1988年6月27日、WBA・WBC・IBF統一世界ヘビー級王者マイク・タイソンと対戦。当時、無敗対決となったが、初回１分３１秒で豪快な右をテンプルに浴びKO負けを喫し、リングマガジン王座を奪われた。この試合がラストファイトとなり、引退した。

## その他
兄のレオンが日本のプロレス団体FMWに登場した際、マイケルにも声が掛かったが断っている。